# منتوقو
منتوقو (بالصينية المبسطة: 门头沟区؛ بالصينية التقليدية: 門頭溝區) هي محافظة في الصين تابعة إلى إقليم بكين. يبلغ عدد سكانها 266591 نسمة و ذلك حسب إحصائيات سنة 2000. تبلغ مساحتها 1321 كم².